# Ameerega petersi
Espèce
Synonymes
- Phyllobates petersi Silverstone, 1976
- Epipedobates petersi (Silverstone, 1976)

Statut de conservation UICN

 LC  : Préoccupation mineure
Statut CITES
Ameerega petersi est une espèce d'amphibiens de la famille des Dendrobatidae.

## Répartition
Cette espèce est endémique du Pérou. Elle se rencontre de 274 à 800 m d'altitude dans les bassins des río Ucayali et río Huallaga.

## Description
La femelle holotype mesure 28,0 mm.

## Étymologie
Cette espèce est nommée en l'honneur de James Arthur Peters.

## Publication originale
- Silverstone, 1976 : A revision of the poison arrow frogs of the genus Phyllobates Bibron in Sagra (Family Dendrobatidae). Natural History Museum of Los Angeles County Science Bulletin, vol. 27, p. 1-53 (texte intégral).